# Eriothrix monticola
Eriothrix monticola là một loài ruồi trong họ Tachinidae.